# Sadie Love
Sadie Love é um filme de comédia mudo produzido nos Estados Unidos e lançado em 1919. É baseado na peça teatral de 1915 Sadie Love, de Avery Hopwood.
É atualmente considerado um filme perdido.